# Acropoma lecorneti
Acropoma lecorneti è un pesce osseo di acqua salata appartenente alla famiglia Acropomatidae. Ha un areale molto ampio che comprende una fascia oceanica tropicale del Pacifico occidentale, spingendosi fino in Giappone e in parte della Melanesia. Tra le specie del suo genere è uno dei pesci più grandi, superando spesso i 30 cm in lunghezza.